# 富山国際会議場
富山国際会議場（とやまこくさいかいぎじょう、英: TOYAMA INTERNATIONAL CONFERENCE CENTER）は、富山県富山市大手町にあるコンベンションセンターである。愛称は「大手町フォーラム」。

## 概要
富山市中心部の大手町にあった富山保健所の移転跡地に、 槇文彦の設計によって1999年（平成11年）に完成した、地上4階・地下2階の建物で、北側と東側の道路に接した面には、ガラスカーテンウォールと木製の格子スクリーンを組み合わせた外観が特徴である。内部施設は6か国語の同時通訳ブースを持つ825人収容のメインホール、最大4分割が可能な多目的大会議室、特別会議室、小会議室、レセプション・ミニコンサート・パーティなどが行えるパントリーを備えたホワイエ、交流ギャラリーなどを備え、会議場前の大手モール（大手町通り）を利用したイベントの同時開催も可能である。
また、大手モールを挟み東隣のANAクラウンプラザホテル富山とは地下1階通路で繋がっており、会議場、大手モール、そしてホテルを一体として複合的に利用する事ができる。
3階ホワイエからは目の前の富山城を望むことが可能である。

## 施設
1階
- エントランスホール、アトリウム、交流ギャラリー、カフェ「COMPACT DELI TOYAMA（コンパクト デリ トヤマ）」、イートインコーナー、喫煙室、受付・事務室

2階
- 多目的大会議室（最大4分割可能・4か国語同時通訳ブース〔仮設〕） 1、 特別会議室（応接室付） 1、 小会議室 2
- 控え室 3
- ホワイエ

3-4階
- メインホール
  - 3階 431席、4階 394席　計825席（メモ台と手元照明付き）+車椅子席、ステージ（間口16m、奥行7m）、6か国語同時通訳ブース、334インチ大型映像装置
- 主催者控え室 1、控え室 3
- ホワイエ、パントリー、バーカウンター、クローク

地下1階
- 駐車場（125台収容、有料）
- ANAクラウンプラザホテル富山 連絡通路

## 周辺施設
- ANAクラウンプラザホテル富山
- 大手モール（大手町通り）
- 富山城址公園（富山城、富山市郷土博物館、佐藤記念美術館）
- 富山市民プラザ
- 富山商工会議所
- 富山第一ホテル
- 富山県民会館

## 備考
開業記念イベントとして、9月4日から9月5日にかけて、利根川進らを招いたシンポジウムフォーラムが開催された。

## アクセス
- 富山地方鉄道富山軌道線富山都心線（環状線）　国際会議場前停留場下車　徒歩0分
- JR富山駅より富山地方鉄道バス　城址公園前・総曲輪（そうがわ）両バス停下車　徒歩3分